# Jove Cambra Internacional
La Jove Cambra Internacional (Junior Chamber International) és una ONG on joves de 18 a 40 anys de tot el món aprenen a assumir responsabilitats i a desenvolupar habilitats directives mitjançant el treball en projectes per la nostra comunitat. Formant part de la Federació Mundial de Joves Líders i Emprenedors amb presència a més de 120 països. Es busca una formació directiva treballant per la comunitat. L'entitat es fundà el 1944 a partir d'una iniciativa de Henry Giessenbier el 1915 als Estats Units.

## Catalunya
A partir del 1928 es crearen cambres a Europa. El 1964 es va crear la Jove Cambra de Barcelona, el 1967 la Federació de Joves Cambres d'Espanya, i el 1976 la Federació Catalana de Joves Cambres. Aquesta darrera entitat va ser reconeguda com a organització internacional el 1995, va rebre la Creu de Sant Jordi l'any 1996 i el premi a la projecció internacional de la Generalitat el 2010. Hi ha diverses associacions regionals més petites com la Jove Cambra Internacional de Tarragona, que pertanyen a la Federació Catalana de Joves Cambres, i per tant, també a la Jove Cambra Internacional.